# Khô nhái

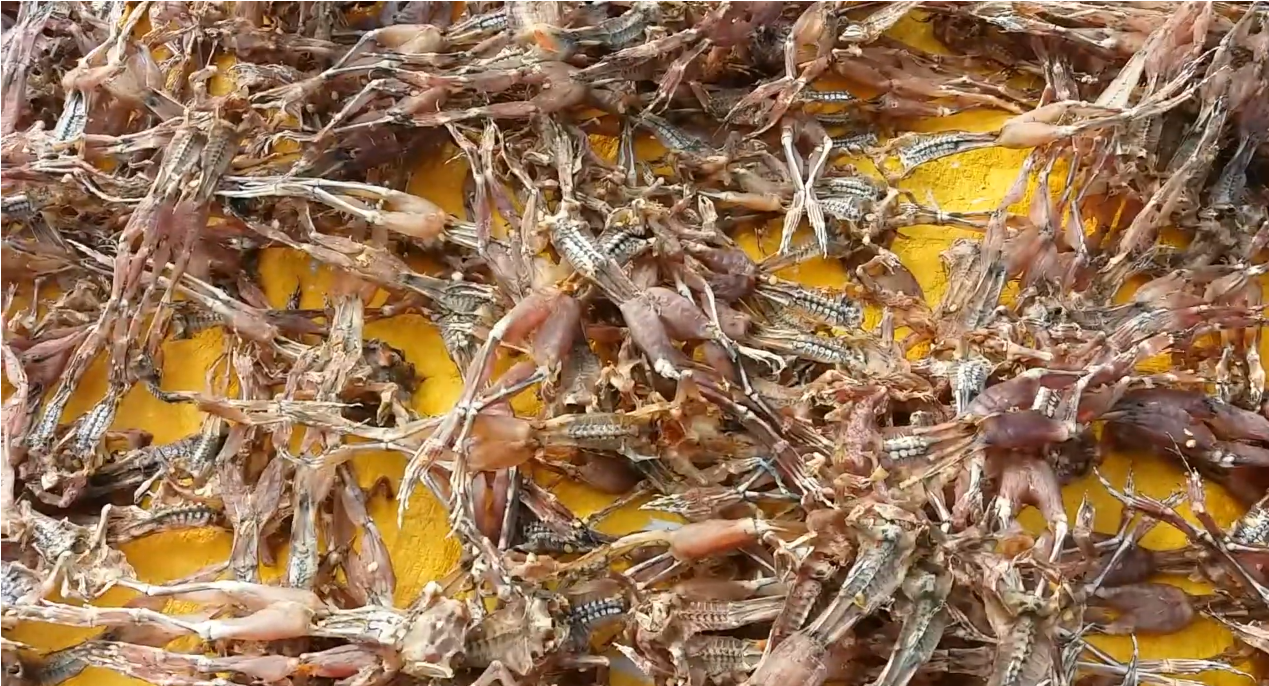
Phần thịt chân của nhái đang được phơi khô

Khô nhái (tên khác là Vũ nữ chân dài) là một món ăn được chế biến từ thịt nhái hoặc chàng hiu bắt nguồn từ một số huyện giáp ranh Campuchia của tỉnh An Giang và tại khu vực Đồng bằng sông Cửu Long.

## Kinh doanh

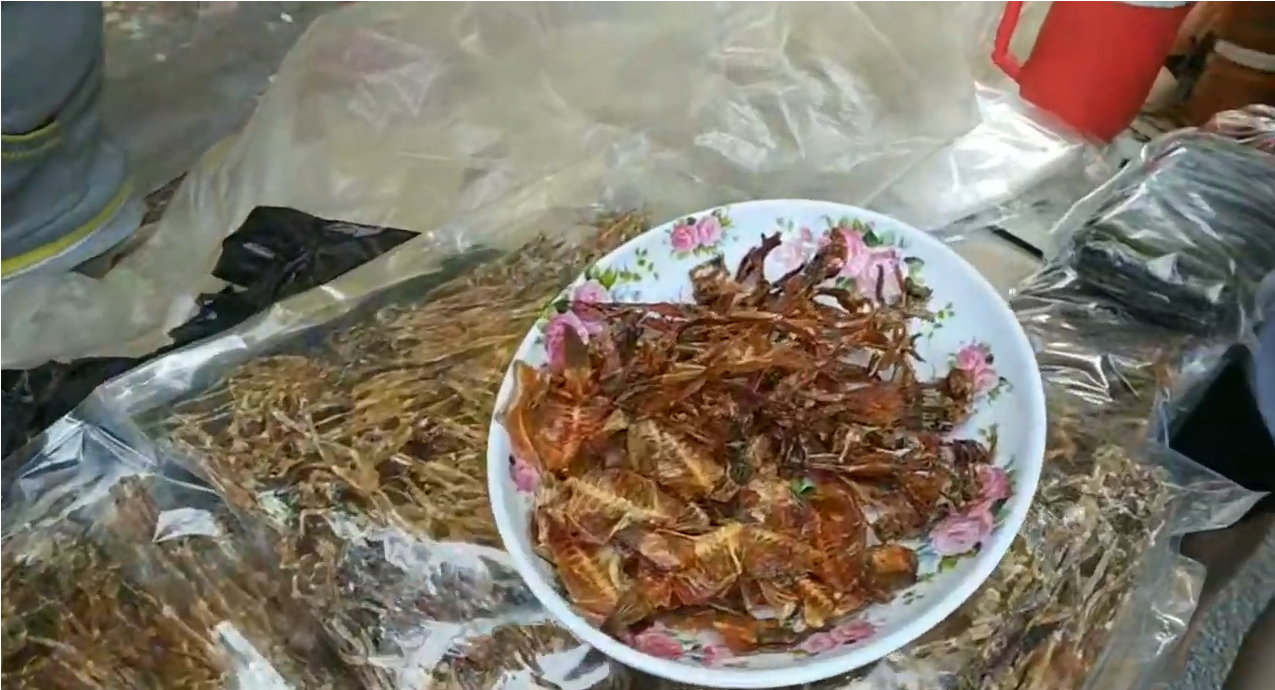
Một đĩa vũ nữ chân dài được bày bán ngoài chợ